# Agim Dajçi
Agim Dajçi (* 27. Juli 2000 in Tirana) ist ein albanischer Fußballspieler.

## Karriere
Dajçi begann seine Karriere im Jugendverein von Shkëndija Tiranë. 2019 wechselte er in die Jugendabteilung von FK Partizani Tirana. Im selben Jahr unterzeichnete er seinen ersten Profivertrag mit Partizani. Sein Debüt gab er am 18. September 2019 in einem Pokalspiel gegen FK Vora, das mit einem 3:0-Sieg endete. Sein erstes Spiel in der Kategoria Superiore absolvierte er am 24. Juli 2020 bei einem 3:0-Heimsieg gegen KS Vllaznia Shkodra.
In der Saison 2021 wurde Dajçi an KS Bylis Ballsh ausgeliehen, kam dort jedoch zu keinem Einsatz. Anschließend wurde er für die Saison 2021–2022 an KS Besa Kavaja verliehen, wo er 17 Spiele bestritt. Seit dem 1. Juli 2022 ist Dajçi vereinslos.